# ریموند روجیو
ریموند روجیو (انگلیسی: Raymond Rougeau؛ زادهٔ ۱۸ فوریهٔ ۱۹۵۵) سیاست‌مدار اهل کانادا است.
از فیلم‌ها یا برنامه‌های تلویزیونی که وی در آن نقش داشته است می‌توان به رسلمانیا ۳ اشاره کرد.